# Mirosław Kalinowski (1949–2019)
Mirosław Kalinowski (ur. 22 kwietnia 1949, zm. 14 października 2019) – polski koszykarz występujący na pozycji skrzydłowego, reprezentant Polski.

## Kariera sportowa
Przez całą karierę był związany z klubem AZS AWF Warszawa, z którym w latach 1967-1977 występował w ekstraklasie (w sezonie 1976/1977 jego drużyna spadła do II ligi). W 1974 był finalistą Pucharu Polski (Pucharu Polski)
W reprezentacji Polski wystąpił 82 razy, uczestniczył w mistrzostwach Europy (1971), zajmując z drużyną czwarte miejsce.

## Osiągnięcia
Klubowe
- Finalista pucharu Polski (1974)

Reprezentacja
- Uczestnik:
  - mistrzostw Europy:
    - 1971 – 4. miejsce
    - U–18 (1968 – 9. miejsce)

  - Interkontynentalnego Pucharu FIBA (1972 – 4. miejsce)[4]
- Mistrzostwo turnieju Alberta Schweitzera U–18 (1967 – Mannheim)